# Clotilde Kate Brewster

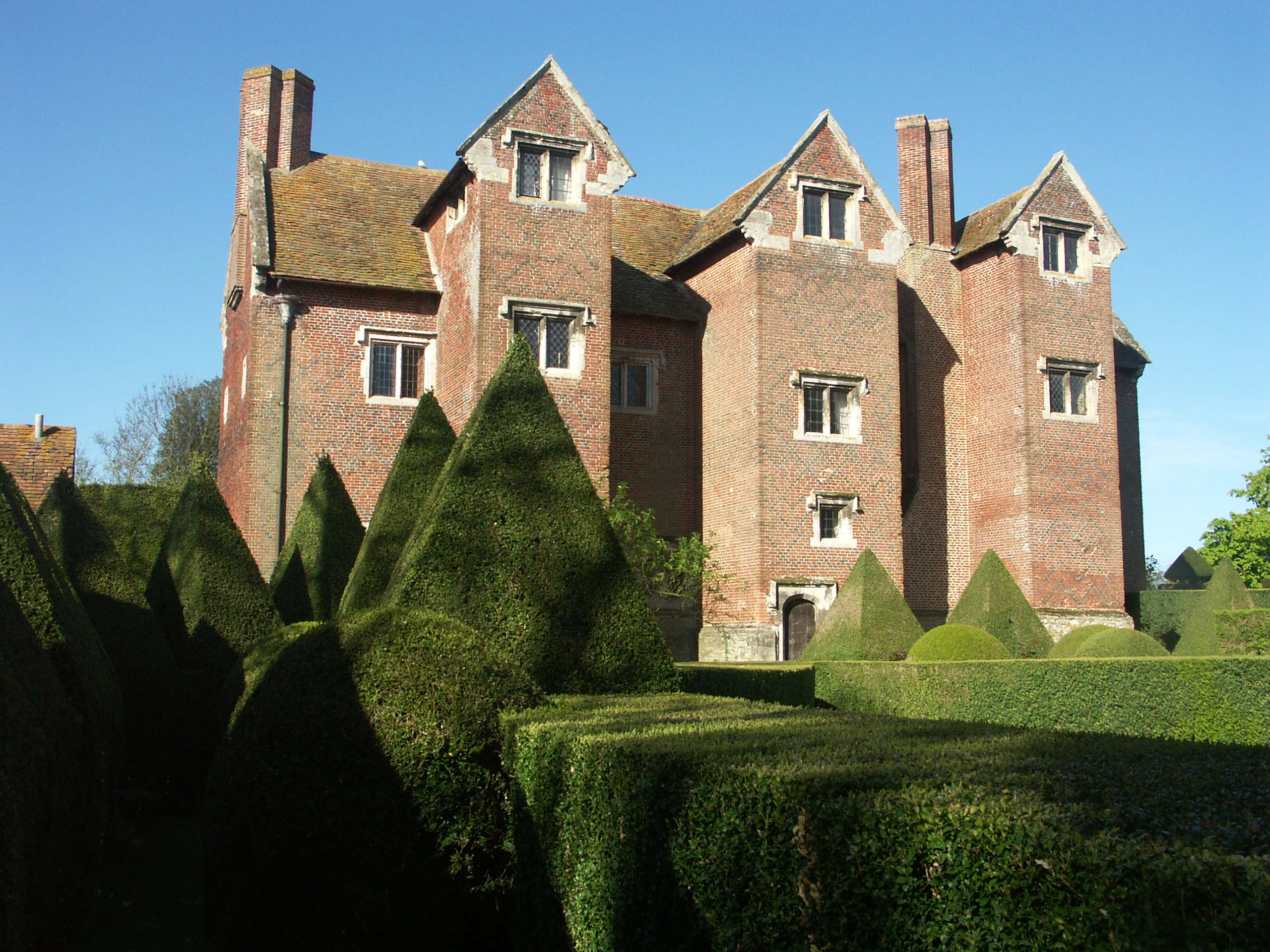
Clotilde Kate Brewster, restauració de Beckley Park

Clotilde Kate Brewster (Fontainebleau, França 1874- Anglaterra, 1937) va ser una arquitecta francesa del segle xix que va desenvolupar el seu treball a Itàlia, França, Alemanya, i Anglaterra.

## Primers anys
Clotilde Kate Brewster va ser una arquitecta interessada en temes de restauració, dibuixant, amb formació arquitectònica a Itàlia i Anglaterra. Clotilde Brewster va formar part del grup de pioneres que, impulsades per la seva passió, va saber obrir camí en un món professional fonamentalment masculí. Va ser potser la primera arquitecta internacional.
Filla d'Henry B. Brewster, escriptor i filòsof nord-americà i Julia Von Stockhausen, noble alemanya, Clotilde va néixer l'1 de novembre de 1874, en Fontainebleau, França. La seva infància va transcórrer entre la seva llar a Florència i la casa d'Adolf von Hildebrand (escultor i arquitecte) i Irene Schaufellen. Era una casa oberta a tota l'elit cultural europea de l'època. Entre els seus visitants freqüents es trobaven Richard Wagner, Clara Schumann i el novel·lista nord-americà Henry James.
Cap a 1880 els seus pares van adquirir el Chateau de Avignonet, prop de Grenoble, França, una propietat del segle xvii que va precisar una llarga obra de restauració. Dos esdeveniments simultanis van incidir en l'interès arquitectònic de Clotilde: l'incendi del Chateau de Avignonet i la separació dels seus pares. Ella es va obsessionar amb la restauració del Chateau com si això mateix reconstruís a la seva família. Va dibuixar plànols, talls, vistes, va fer maquetes, va llegir llibres d'arquitectura i va discutir els seus dissenys amb altres persones.
El seu primer “maitre d'architecture” va ser l'arquitecte suís Emanuel La Roche, amb qui va començar exercitant el dibuix tècnic. En 1892, Agnes i Rhoda Garret li van suggerir que presentés algun dels seus treballs en el concurs per a l'Edifici de la Dona en l'Exposició Universal de Chicago (1892-1893), el qual anava a ser inaugurat amb la música de Ethel Smyth.
Als 18 anys, va enviar sis dibuixos en llapis i tinta d'una Vila per presentar en el concurs de Chicago. En aquest moment sols 14 arquitectes estaven actives als Estats Units (i menys de la meitat a Europa); cinc van ser triades per mostrar els seus treballs a l'Edifici de la Dona: Sophia Hayden (que a més va dissenyar l'edifici), Lois Lilley Howe, Minerva Parker Nichols, Anna Cobb i Clotilde Brewster.

## Trajectòria
Les germanes de Ethel Smyth, Mary i Violet i els seus marits van ser assidus clients: Mary i Charles Hunter van contractar a Clotilde per a diversos treballs en Selaby, Comtat de Durham, incloent una nova entrada al Municipi, un allotjament, estables i pistes de tennis, casa del jardiner i portes d'entrada de molls; Violet i Richard Hippisley la van contractar per dissenyar la font de el memorial de la Primera Guerra Boer en Farnborough, Hampshire.
Clotilde es destacava per sobre Percy en talent i en personalitat. Tenia el seu propi ingrés econòmic i era bastant diferent a les típiques dones angleses dels seus coneguts. Els encàrrecs de Feilding eren modests, consistint en dissenys de cottages i reciclatges d'antics edificis. A pesar de la falta d'habilitat per al disseny, era molt competent per a la construcció.
Arran de l'amistat del seu marit amb Terence Bourke, va rebre l'encàrrec de la restauració i ampliació de Pekes, un gran establiment rural en Sussex, Anglaterra.
Brewster va dissenyar i va dibuixar el projecte amb inspiració florentina, des dels detalls fins al jardí. Va projectar tondos en l'exterior del Secadero de llúpol (Oast House): “El retrat de la Dama” i “Madonna i fill amb àngels”. El seu marit va dirigir els treballs en el lloc. Van construir els accessos principals, la cabanya, l'escala principal i el corredor del primer pis. Van revestir l'exterior de la casa i van edificar l'Ala Eduardiana amb els seus jardins. La propietat està plena d'altres gemmes arquitectòniques com un secader de llúpol rodó convertit pels Feildings en una residència d'estiu per Lady Mayo, la mare de Bourke. L'obra va concloure en 1911.
En 1911, els Feildings van comprar una propietat per a ells anomenada Stonehill, propera a la vila Chikkingly, una casa medieval feta amb entramat de fusta “totes bigues gegantes de roure i guix”. Es va fer càrrec amb les seves pròpies mans de la renovació i transformació de Stonehill, la va convertir de ruïna en un lloc encantador i teatral. L'escriptor de Peter Pa, J. M. Barrie, la va conèixer i la va voler comprar de immediat.
Per 1922 es va dedicar a la restauració d'una altra propietat del segle xvi, Beckley Park. Aquesta seria l'últim projecte arquitectònic de Clotilde Brewster. L'obra està catalogada com a Grau 2 pel English Heritage on avui funciona la Fundació Beckley.

## Obres
- Mausoleu amb forma de tempietto en Menton, França, dissenyat per a la seva cosina Ellen Joubert Hearn i en honor del seu marit Alfred Williams Hearn.
- Vila a Roma per a la seva cosina Anne Seabury Brewster.[4]
- Refuncionalització habitatge de la Dra. Lillias Hamilton, mèdica i escriptora per a hospital.
- Palaus contigus a Roma per a la comtessa Marianna Soderini i la seva sogra Alessandra de Frankenstein, mare i filla estaven compromeses amb el moviment de lluita pels drets de les dones i van fundar diverses institucions de caritat.
- Disseny de la façana per a un nou edifici que albergaria el Laboratori Santa Catalina a Roma per Alessandra de Frankenstein
- Casa comunal i cooperativa per a dones treballadores empobrides i les seves famílies
- Fals castell medieval a la part alta de les ruïnes de Perusa (avui Castello dell'Oscano) per a la comtessa Ada Telfener,
- Dissenys per al Teatre nacional italià per a Eleonora Duse en el llac Albano, prop de Roma en terres donades per Henri de Frankenstein

## Premis i reconeixements
Es va fer coneguda en dissenyar un Palazzo Municipal a Roma i guanyar un premi, en 1905, pel disseny d'una església a Alemanya.